# Atlante (rey)
Atlante o Atlas es el primer rey de Atlántida mencionado únicamente en el Critias (113e, 114a-b), texto en diálogo del filósofo griego Platón.
Según este relato, supuestamente derivado de fuentes egipcias, el dios Poseidón y la doncella mortal Clito engendraron cinco parejas de gemelos. Atlante fue el mayor de ellos y de su nombre derivó el de la isla: Atlántida y del océano que circundaba la misma, Atlántico. Como primogénito, le fue concedida la parte de la isla que comprendía la casa materna y sus alrededores y que era «la mayor y la mejor», para que en ella fuera rey. Los otros hermanos quedaron bajo la tutela de Atlante, si bien también se les hizo reyes y se les «encargó a cada uno el gobierno de muchos hombres y una región de grandes dimensiones».
Diodoro Sículo afirmaba en su Biblioteca histórica que Atlas o Atlante era un mítico rey de Mauritania, en Libia. Se decía que era un sabio filósofo y matemático y un extraordinario astrólogo, descubridor de la esfericidad de las estrellas y artífice del primer globo celeste. Esta sería la razón por la que terminaría convirtiéndose un personaje fantástico que llevaría el firmamento completo sobre sus hombros.

## Mitología
Atlas se casó con Hésperis, hija de su hermano Héspero, con la que tuvo a las seis Hespérides, también llamadas Atlántides. La familia poseía rebaños de hermosas ovejas de color dorado. Busiris, el cruel rey de Egipto, envió piratas a raptar a las Hespérides. Mientras estos estaban de camino, Heracles llegó a Egipto y, por otras razones, mató a Busiris. Mientras tanto, los piratas secuestraron a las muchachas mientras éstas jugaban en un jardín, y se marcharon con ellas. Desafortunadamente para ellos, Heracles les encontró mientras comían en una playa. Tras saber por las Hespérides lo que ocurría, mató a todos los piratas y devolvió a las muchachas a su padre Atlas, quien como recompensa le dio las ovejas de oro (adviértase que en griego μήλο mēlo puede significar ‘oveja’ o ‘manzana’) que le había pedido el rey Euristeo de Micenas. 